# 竹林院 (徳島市)
竹林院（ちくりんいん）は、徳島県徳島市八万町にある黄檗宗系の単立寺院。山号は仏日山。寺号は永明寺。本尊は釈迦牟尼仏。阿波秩父観音霊場の第34番札所。
眉山の山麓にある。

## 歴史
1674年（延宝2年）に黄檗木庵十哲の一人といわれる鉄崖が開山した。
1955年（昭和30年）7月15日に寺院内にある竹林院十三層塔が徳島県指定有形文化財に指定された。

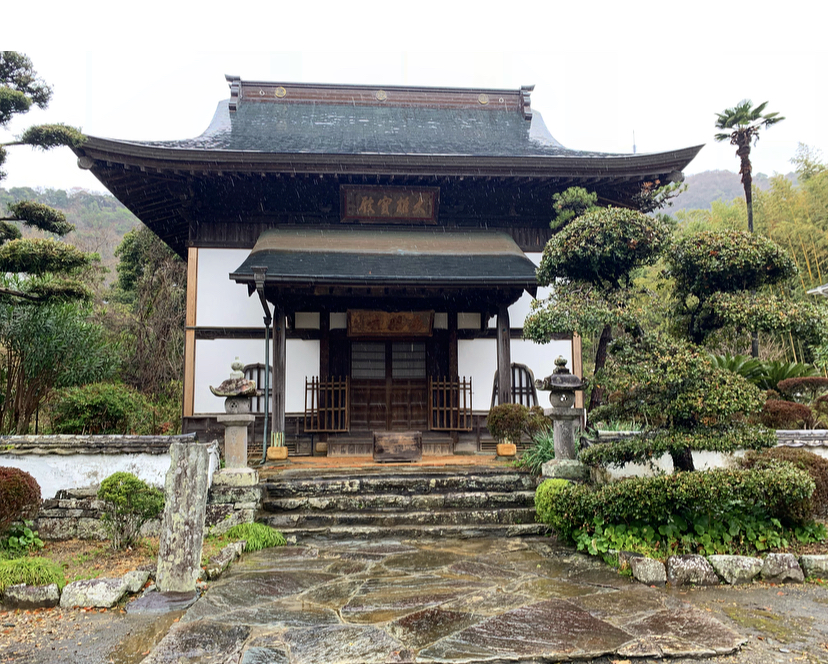
本堂
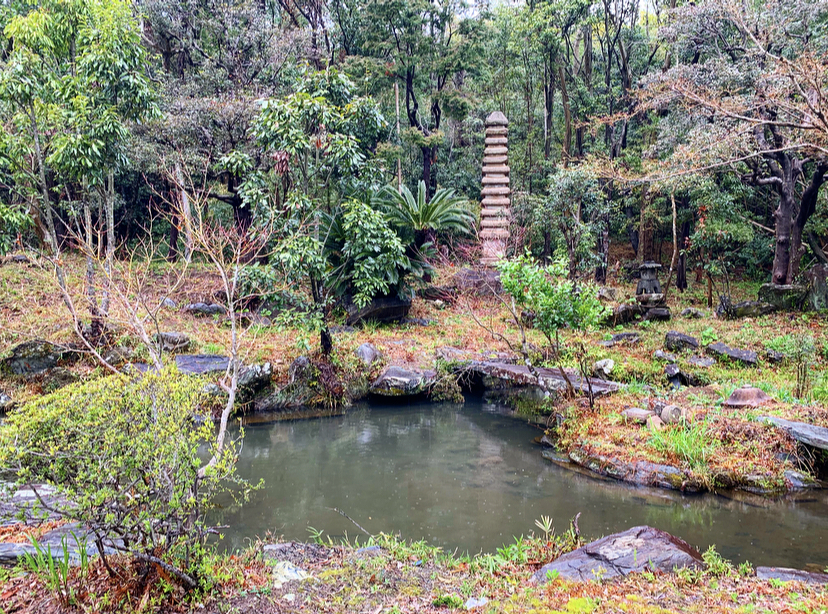
庭園
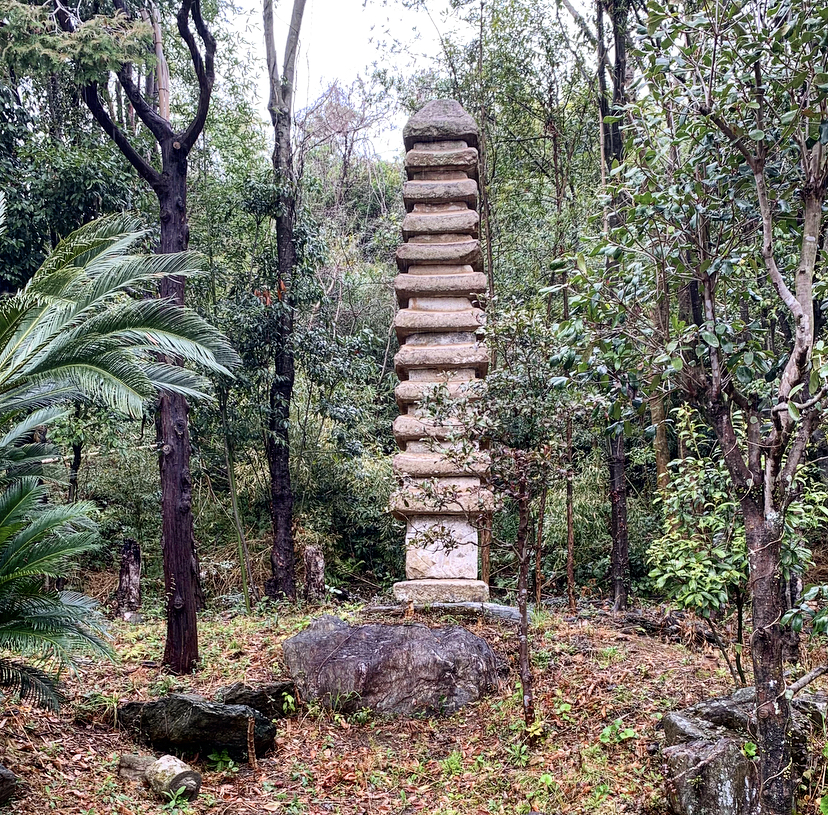
十三層塔

## 竹林院庭園
鉄崖和尚の弟子月津釈人と友人の松仙老士が寺院造営と同時に江戸中期に築庭したと伝えられている。築山泉水式で借景様式の眉山を背景とした書院庭園。池は「心字の池」で、中央の岸に舟着石を置き、中島との間に4個の石橋が架けてある。

## 竹林院十三層塔
竹林院十三層塔は4.5mの凝灰岩製の塔である。昭和30年（1955年）7月15日に徳島県指定有形文化財に指定された。

## 前後の札所
阿波秩父観音霊場
33 圓福寺 ---- 34 竹林院 ---- 01 如意輪寺

## 交通
- JR徳島駅より徳島市営バス市原行き「眉山登山口」下車より徒歩で約10分。